# Ивановский Второй сельский совет (Харьковская область)
Ивановский Второй сельский совет — входит в состав Барвенковского района Харьковской области Украины.
Административный центр сельского совета находится в посёлке Вторая Ивановка.

## История
- 1977 — дата образования.

## Населённые пункты совета
- посёлок Вторая Ивановка[2]
- село Дмитровка
- село Марьевка
- село Червоная Балка

## Ликвидированные населённые пункты
- село Секретаревка